# فرنگیس حبیبی
فرنگیس حبیبی (زاده ۱۳۲۵ - درگذشته ۲۷ بهمن ۱۳۹۷) روزنامه‌نگار ایرانی ساکن فرانسه بود. وی سال‌ها ریاست بخش فارسی رادیو بین‌المللی فرانسه را برعهده داشت.

## زندگی
فرنگیس حبیبی دانش‌آموخته جامعه‌شناسی بود. او در سال ۱۳۴۵ (خورشیدی) به فرانسه مهاجرت کرد و بین سال‌های ۱۳۴۷ (خورشیدی) تا ۱۳۵۱ (خورشیدی) عضو کنفدراسیون جهانی محصلین و دانشجویان ایرانی-اتحادیه ملی بود. پس از انقلاب ۱۳۵۷ ایران بازگشت. اما در دوران جنگ ایران و عراق و اوج‌گیری سرکوب، در سال ۱۳۶۶ (خورشیدی) دوباره به فرانسه رفت.
وی در زندگی خود از ویکتور هوگو تاثیر گرفته است.

## مرگ
فرنگیس حبیبی پس از یک دوره بیماری در هفتاد و دوسالگی درگذشت.

## نوشته‌ها
- جنگ با من از دور سخن گفته است (۱۳۹۷)